# Liu Bei
Liu Bei, imię publiczne: Xuande chiń. 孟德 (ur. 162, zm. 21 czerwca 223) – chiński wojskowy i polityk, założyciel i pierwszy władca państwa Shu Han w latach 221–223.
Był potomkiem jednego z cesarzy z dynastii Han. W 214 roku uzyskał kontrolę nad Syczuanem (Shu). W 219 opanował dolinę rzeki Han. W 221 ogłosił się cesarzem w opozycji do Cao Pi. Jego następcą został syn, Liu Shan.
w Opowieści o Trzech Królestwach autorstwa Luo Guanzhonga Liu Bei jest opisywany jako zbawienny przykład władcy, który przestrzegał konfucjańskiego zestawu wartości moralnych, takich jak lojalność i współczucie. Był błyskotliwym politykiem i przywódcą, którego umiejętności były niezwykłym dowodem „konfucjanizmu z wyglądu, ale legalizmu w istocie"